# Бейс Штерн Шульман
«Бейс Штерн Шульман» (укр. «Бейс Штерн Шульман») — синагога в Кривом Роге, одна из крупнейших синагог в Восточной Европе, построенных после Второй мировой войны (рассчитана на 1200 человек). Адрес: ул. Пушкина, 46.

## История
Сооружена в 2010 году на месте бывшего «Дома собраний», который был разрушен в 1932 году. Строительство финансировали израильтяне Натан Маратович Шульман и Лев Леваев. В храме работает музей и библиотека, а на территории синагоги в 2013 году был открыт памятник жертвам Холокоста на Криворожье.
Названа в честь дедушки одного из спонсоров.
Торжественное открытие синагоги состоялось 29 августа 2010 года. Специально для криворожской синагоги были написаны свитки Торы — 3 Сефер-Торы.

## Музей Михаила Мармера
Музей Михаила Мармера, посвящённый культуре еврейского народа и истории Холокоста, расположен в помещении синагоги Бейс Штерн Шульман и административно подчинён общественной организации «КЕТЕР».
Музей основан как центр еврейской культуры и истории Шоа. Экспозиция музея состоит из 5 частей:
- Время народа — жизнь общины в XIX—XX вв.
- Душа народа — рассказывает о религиозной жизни общины XV—XX века
- Горе народа — рассказывает про еврейские погромы
- Катастрофа — рассказывает о фабриках смерти, гетто, холокосте на Днепровщине, еврейском движении сопротивления
- Возрождение — развитие общества во времена независимой Украины